# Quartier chaud (prostitution)
Pour les articles homonymes, voir Quartier chaud et Red Light District.
 (mai 2008).
Si vous disposez d'ouvrages ou d'articles de référence ou si vous connaissez des sites web de qualité traitant du thème abordé ici, merci de compléter l'article en donnant les références utiles à sa vérifiabilité et en les liant à la section « Notes et références ».

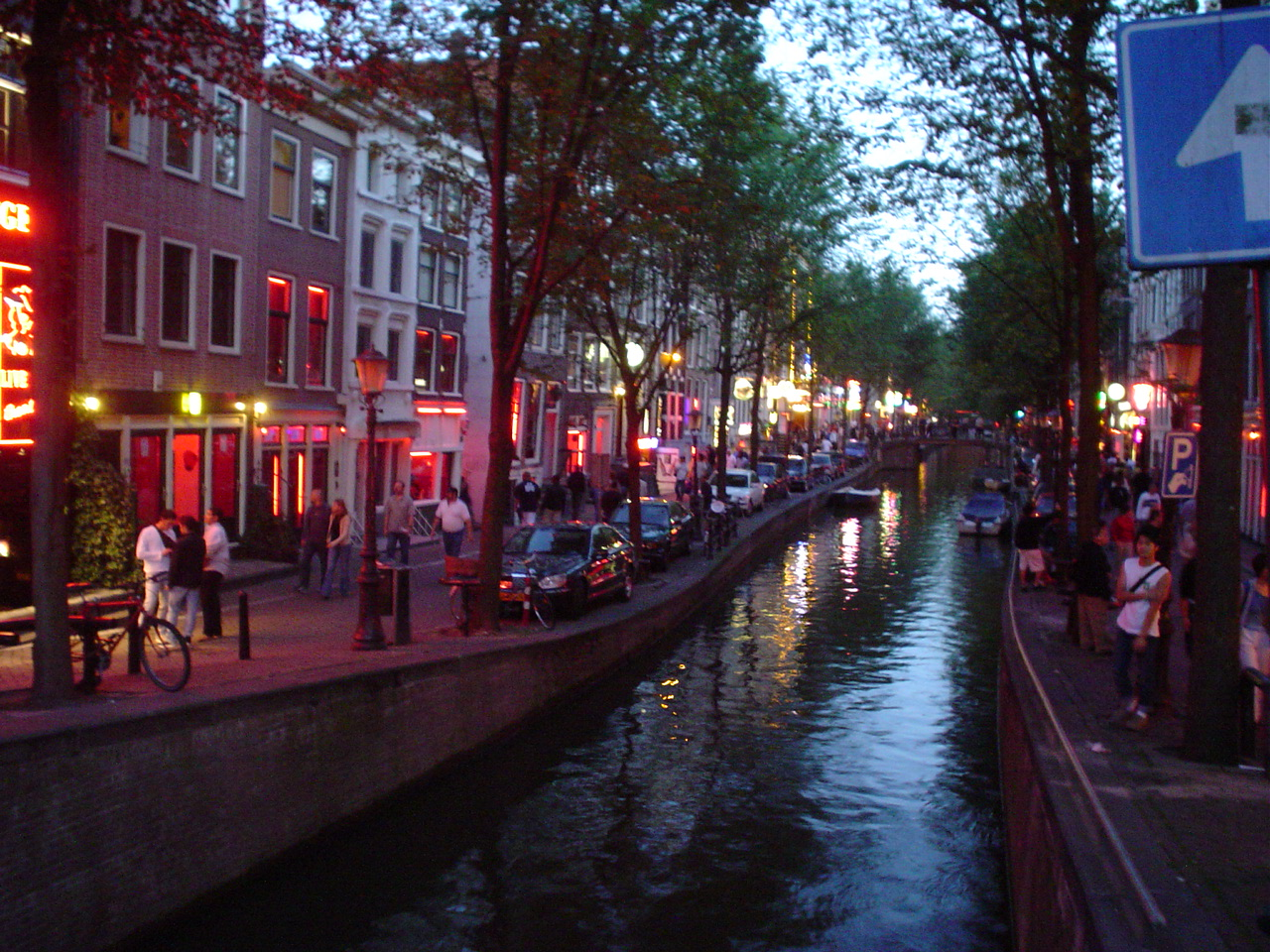
Le Quartier Rouge à Amsterdam

Un quartier chaud, parfois désigné par un terme anglais « Red Light District », « Rosse buurt » ou « quartier du Red light », est une zone géographique concentrant des activités de prostitution, de commerces orientés vers l'industrie du sexe, tels que des sex shops ou des strip clubs. Dans la plupart des cas, les quartiers chauds sont particulièrement associés à la prostitution féminine, bien que dans certaines villes, elles coïncident avec des lieux de prostitution masculine ou lieux de rencontres gays.

## Description
C'est en 1890 aux États-Unis que red light (qui signifie en anglais « lumière rouge » ou « lanterne rouge »), est utilisé pour signifier une zone de commerce de la prostitution. Il dérive de la pratique qu'ont les maisons closes de s'annoncer en allumant une lanterne rouge sur le devant de la maison. La couleur rouge proviendrait de l'épisode biblique raconté dans le Livre de Josué, selon lequel la prostituée Rahab fit reconnaître sa demeure des espions de Josué, en mettant une écharpe rouge à sa fenêtre, signe grâce auquel elle fut la seule rescapée de la destruction de Jéricho (Josué 2, 18 ; 6, 25).
Par différents édits, le roi de France Louis IX, au XIIIe siècle, tenta d'abord d'interdire la prostitution, puis, devant l'impossibilité de le faire, de se résoudre à la réglementer. C'est lui qui le premier a prescrit aux « filles tenant bordiaux » de n'exercer qu'en certaines rues désignées, dans des maisons dont les volets devaient rester fermés, d'où l'expression de « maison close » (ils ne pouvaient être ouverts qu'à certaines heures de la matinée pour les tâches ménagères), avec obligation de signaler par une lanterne rouge le lieu de débauche. De Paris, cette habitude fut étendue dans tout le royaume, puis progressivement imitée en moult villes étrangères.